# Gynodiastylis milleri
Gynodiastylis milleri is een zeekommasoort uit de familie van de Gynodiastylidae. De wetenschappelijke naam van de soort is voor het eerst geldig gepubliceerd in 1963 door Jones.